# Pierre Rolin
Pour les articles homonymes, voir Rolin.
Pierre Michel Ghislain Marie Rolin, né à Uccle le 3 décembre 1963 , est un homme d'affaires et homme politique belge, bourgmestre de la commune de Rhode-Saint-Genèse.

## Biographie
Jonkheer Pierre Rolin est l'avant-dernier des huit enfants du baron André Rolin (1927-2009) et d'Huguette Waucquez (1927) et est appartient à la famille Rolin (nl).
Il obtient un diplôme en économie appliquée et se marie en 1989 avec sa cousine Marie-Véronique Puissant Baeyens (née en 1964) avec laquelle il a trois filles.
Il est membre du CdH (Centre démocrate humaniste), parti pour lequel il occupe des fonctions au CPAS (Centre public d'action sociale) de Rhode-Saint-Genèse tout en travaillant dans le monde des affaires.
Aux élections communales d'octobre 2012, il succède à sa sœur Myriam Rolin comme chef de file sur la liste locale Intérêts Communaux - Gemeentebelangen, qui remporte 17 des 25 sièges et est ensuite nommé bourgmestre de la commune, succédant à sa sœur qui occupait cette fonction depuis plus de 20 ans.